# کامرون رینولدز
کامرون رینولدز (انگلیسی: Cameron Reynolds؛ زادهٔ ۷ فوریهٔ ۱۹۹۵) بازیکن بسکتبال اهل ایالات متحده آمریکا است.
از باشگاه‌هایی که در آن بازی کرده‌است می‌توان به میلواکی باکس و مینه‌سوتا تیمبرولوز اشاره کرد.